# Karabin maszynowy Hotchkiss Mle 14
Hotchkiss Mle 1914 – podstawowy francuski ciężki karabin maszynowy (ckm) z okresu obu wojen światowych, kaliber 8 mm, przyjęty na uzbrojenie w 1914 roku. Było to rozwinięcie ckm-ów Hotchkiss wz. 1900 i wz. 07. Był używany jako ckm na podstawie trójnożnej, a także stanowił standardowe uzbrojenie francuskich wozów bojowych z pierwszej wojny światowej.

## Historia konstrukcji
Na początku XX wieku większość armii europejskich dysponowała niewielką liczbą karabinów maszynowych, które były wtedy traktowane jako broń eksperymentalna. Najczęściej kupowane były produkowane w Wielkiej Brytanii karabiny maszynowe Maxima. Do nielicznych krajów, które nie zakupiły ckm-ów w fabryce Maxima, należała Francja. W tym czasie armia francuska walczyła głównie w północnej Afryce, gdzie woda niezbędna do chłodzenia lufy w ckm-ie Maxima była trudno dostępna.

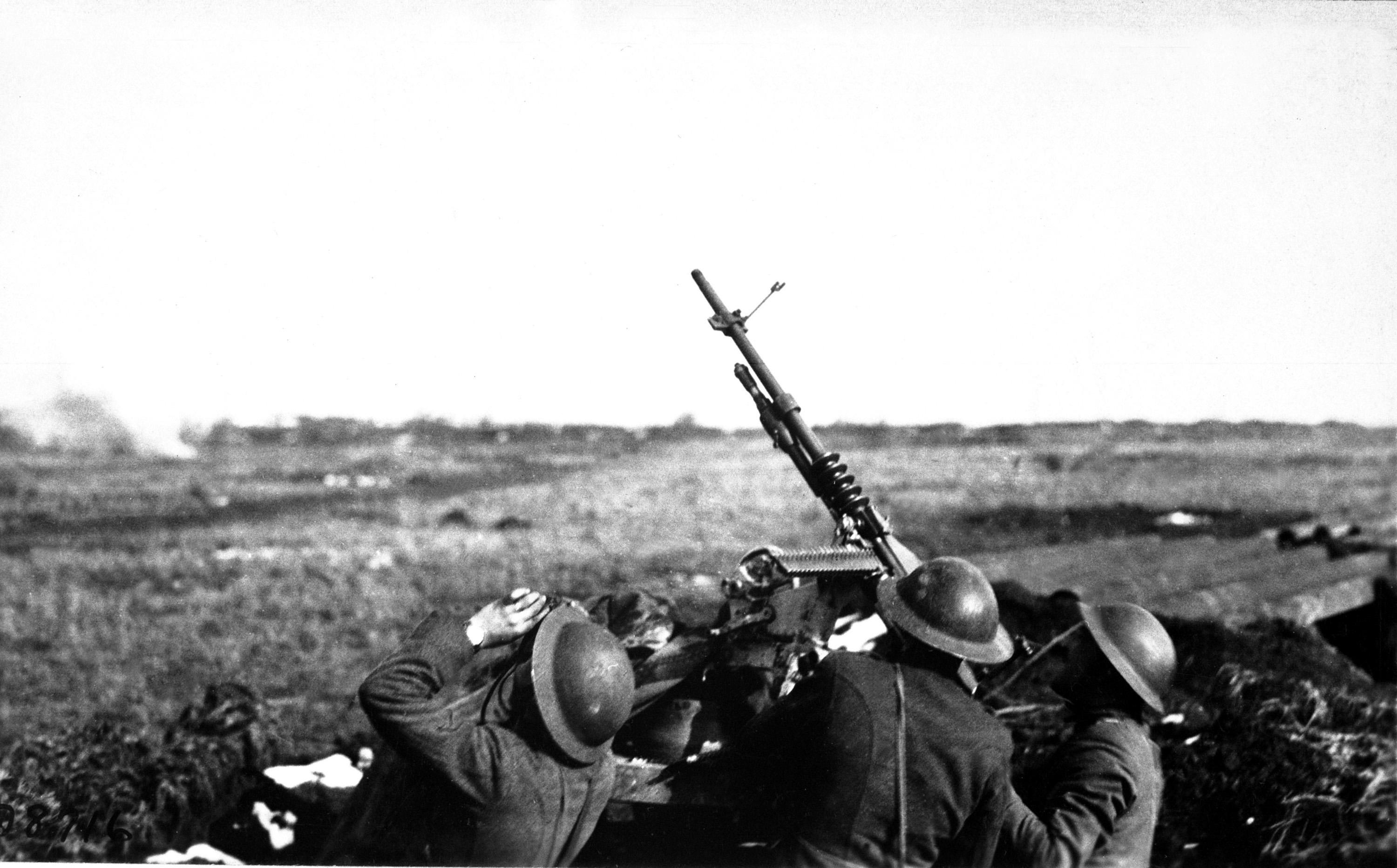
Żołnierze amerykańscy z ckm-em Mle 14

Rozwiązaniem był karabin maszynowy z lufą chłodzoną powietrzem. Taka konstrukcja powstała w latach 90. XIX wieku w firmie Hotchkiss (założonej przez Benjamina Hotchkissa). Skonstruowany w tej firmie przez Laurence’a Benéta i Henriego Merciégo karabin oparty został na konstrukcji Austriaka Adolfa Odkolka von Újezd, która do przeładowania wykorzystywała energię gazów prochowych odprowadzanych przez boczny otwór w lufie. Karabin maszynowy początkowo nie wzbudził większego zainteresowania armii francuskiej, ale okazał się sukcesem eksportowym. Przełomem była wojna rosyjsko-japońska, w czasie której z dużym powodzeniem ckm-u Hotchkiss użyła armia japońska. Jednak rząd francuski uznał, że lepszym wyjściem niż kupno broni w prywatnej firmie Hotchkissa, będzie skonstruowanie wzorowanego na nim kaemu w rządowym arsenale w Saint-Étienne.
Karabin maszynowy St Etienne Mle 1907 okazał się konstrukcja skomplikowaną i zawodną. Dlatego w 1914 roku do uzbrojenia wprowadzono nowy model ckm-u Hotchkissa, oznaczony jako Mle 14. W następnych latach wyparł on z uzbrojenia starsze modele ciężkich karabinów maszynowych. Produkcję karabinu maszynowego Mle 14 zakończono w 1920 roku.
Oprócz francuskiego wzoru 1914, na świecie używano także innych modeli karabinu maszynowego Hotchkissa, zbliżonych konstrukcyjnie:
- ckm M1900 – Japonia,
- ckm M1907 – Belgia, Turcja (kaliber 7,65 mm), Hiszpania, Meksyk, Urugwaj (kaliber 7 mm),
- lkm Mle 1909 (lżejsza wersja) – Francja, Wielka Brytania, Grecja, USA
- ckm wz. 25 – Polska

### Ckmy Hotchkiss w Polsce

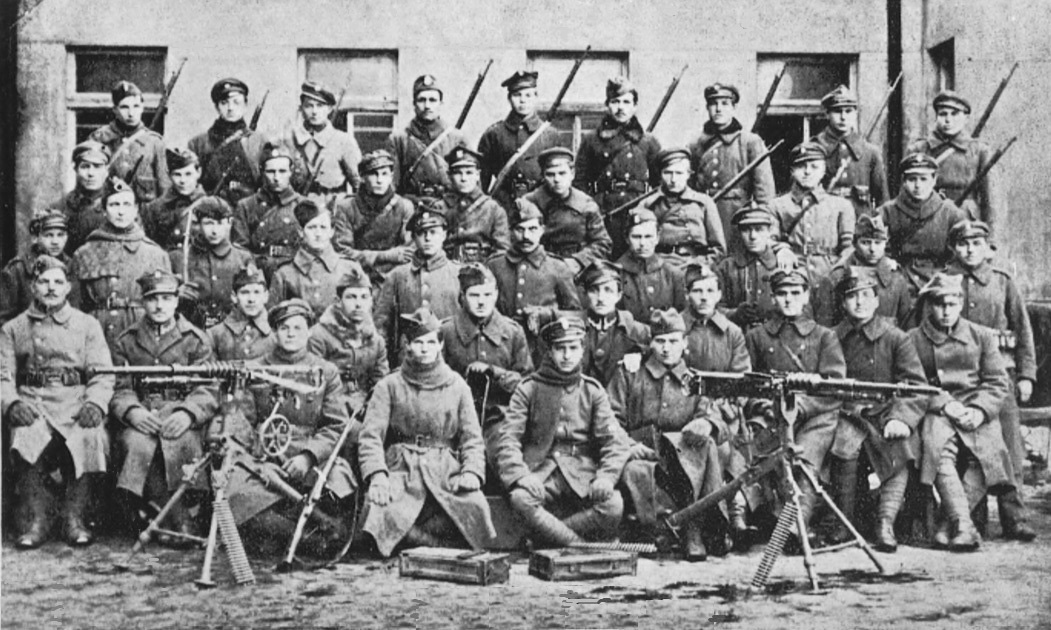
1 kompania karabinów maszynowych Wileńskiego Pułku Strzelców, widoczne dwa karabiny maszynowe Hotchkiss

Na uzbrojenie Wojska Polskiego ckm-y Hotchkiss Mle 14 (jako wz.14) wprowadzono w 1919 roku – maksymalnie posiadano ich około 2620 sztuk (w 1936). Z uzbrojenia oddziałów liniowych wycofano je do 1936 roku. W kampanii wrześniowej 1939 roku używano ich w niewielkiej liczbie, głównie w niektórych batalionach Obrony Narodowej. Pod koniec lat dwudziestych zakupiono niewielką liczbę ckm-ów Hotchkiss wz. 25, ale okazały się one konstrukcją niezbyt udaną. Zakupione ckm-y wz. 25 szybko wycofano z uzbrojenia piechoty (wycofane ckm-y zainstalowano w pojazdach pancernych: czołgach Renault FT-17, tankietkach TK-3 i TKS, samochodach pancernych Peugeot, wz. 28, wz. 29, wz. 34). Ckm-y wz. 14 w jednostkach piechoty zostały zastąpione karabinami maszynowymi wz. 30.

## Opis techniczny
Karabin maszynowy Hotchkiss Mle 14 działał na zasadzie wykorzystania energii gazów prochowych odprowadzanych przez boczny otwór w lufie. Zamek ryglowany niesymetrycznie przy pomocy klina wahliwego, uruchamianego energią gazów prochowych. Lufa nieruchoma, o dużej masie, chłodzona powietrzem, w tylnej części miała użebrowanie w celu polepszenia chłodzenia. Gwint czterobruzdowy lewoskrętny. Mechanizm spustowy przystosowany tylko do ognia ciągłego. Km Hotchkiss odznaczał się prostą budową (tylko 78 części) i dobrym działaniem mechanizmów, a szybkostrzelnością praktyczną nie ustępował broniom chłodzonym wodą (jak np. ckm Maxim). Początkowo, w okresie I wojny światowej karabin zasilany był z tzw. „tacki” – metalowej sztywnej taśmy na 24 lub 30 nabojów, następnie zaczęto stosować taśmę metalową na 249–251 nabojów. Lufa nie była szybkowymienna, więc musiała być bardzo masywna, by pochłaniać ciepło i dlatego ważyła więcej niż cała reszta broni.